# Omphale flavifacies
Omphale flavifacies är en stekelart som beskrevs av Christer Hansson 1996. Omphale flavifacies ingår i släktet Omphale och familjen finglanssteklar. Inga underarter finns listade i Catalogue of Life.